# Національна дорога 61 (Польща)
Національна дорога 61 (пол. Droga krajowa nr 61, DK61) – національна дорога довжиною приблизно 312 км, розташована в Мазовецькому, Підляському та Вармінсько-Мазурському воєводствах.

## Історія
До грудня 2022 року цей маршрут сполучав Варшаву з Августовом, паралельно дорозі № 8, і не проходив територією Вармінсько-Мазурського воєводства. З грудня 2022 року, згідно з розпорядженням ГДДКіА, маршрут дороги було змінено і вів через Елк, Сувалки до кордону з Литвою в Будзіку, в обхід Августова. Так, ділянку траси від Рачок через Сувалки до польсько-литовського кордону в Будзіско було виключено з маршруту національної дороги № 8 і приписано до національної дороги № 61.

## Допустиме навантаження на вісь
З 13 березня 2021 року дозволено рух транспортних засобів з навантаженням на одну ведучу вісь до 11,5 тонн на всій протяжності дороги, крім окремих місць, позначених знаком заборони В-19.

## Модернізація
З кінця 1990-х ведуться модернізаційні роботи на ділянці Варшава - Пултуск. Спочатку, у перші роки 21-го століття, була побудована двопроїзна ділянка через Зегже разом з мостом через річку Нарва. 18 грудня 2007 року відкрито Яблонну об’їзну. 27 листопада 2008 року модернізовану ділянку артерії між Зеґже та Ядвісін було передано водіям. Влітку та восени 2009 року також були проведені роботи з модернізації дороги в Пултуську - побудовано два кільцевих розв'язки та розмічено місця для паркування. 28 жовтня 2011 року відкрито об’їзну Сероцьк.

## Швидкісна дорога S61
Ділянка від розв’язки «Кольно» до польсько-литовського кордону в Будзіско є частиною швидкісної дороги S61.

## Міста вздовж маршруту 61
- Варшава (DK7)
- Яблонна – об’їзна
- Легіоново
- Сероцьк (DK62) – обхід
- Пултуск (DK57, DW571, DW618) – об’їзна дорога в стадії будівництва
- Ружан (DK60)
- Остроленка (DK53) – планована об’їзна дорога
- Мястково
- Ломжа (DK63) – будується об’їзна дорога S61
- Пйонтниця-Подуховна (DK64) – будується об’їзна дорога S61
- Кісельниця (DK63)
- Стависьки – об’їзна S61
- Щучин (DK58) – об’їзна S61
- Елк (S61, DK16, DK65) – об’їзна S61
- Рачки (DK8) – об’їзна S61
- Сувалки – об’їзна S61
- Будзіско – державний кордон, продовження як головна дорога А5 в Литві

## Дивись також
- Швидкісна дорога S61
- Перелік доріг державного значення Польщі